# Cecilia Colledge

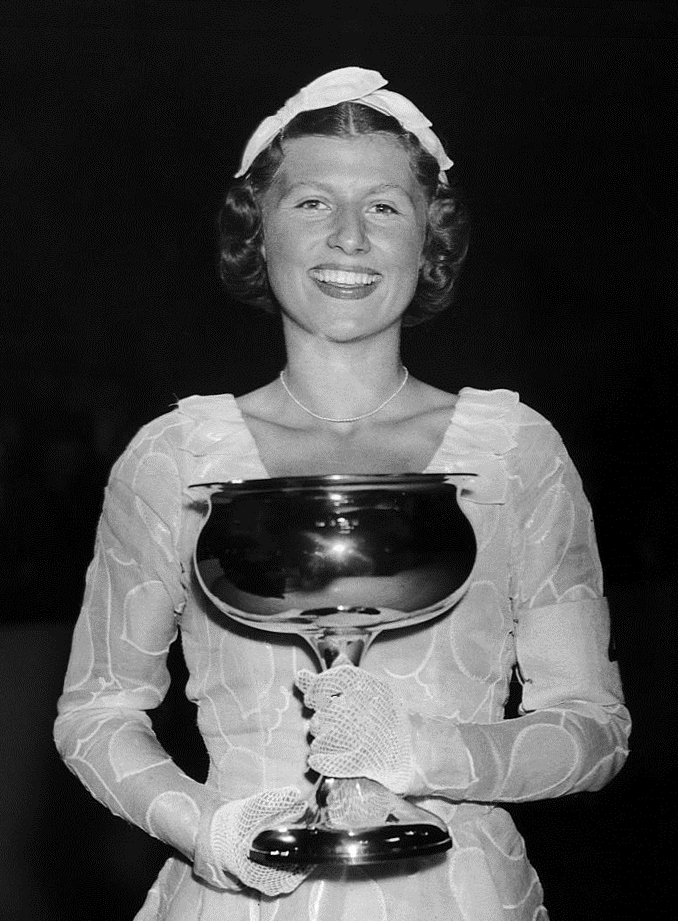
Cecilia Colledge in 1937

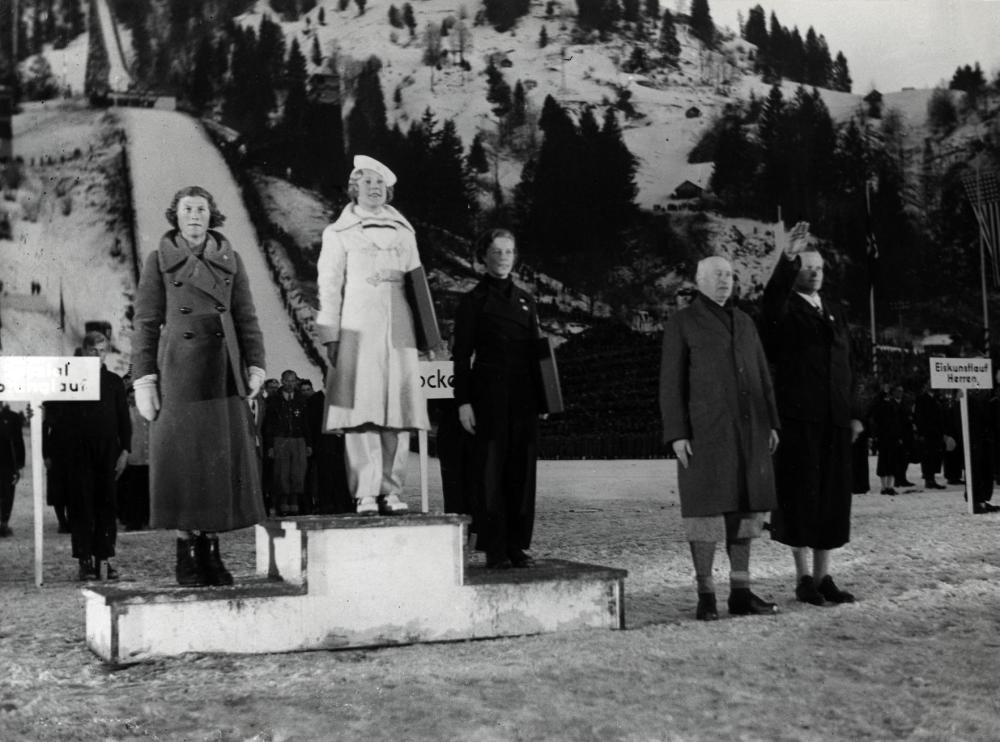
Colledge (links) ontvangt een zilveren olympische medaille tijdens de Winterspelen in Garmisch-Partenkirchen (1936)

Magdelena Cecilia Colledge (28 november 1920 - Cambridge (Massachusetts), 12 april 2008) was een Britse kunstschaatsster.
In 1932 nam ze, 11 jaar en 4 maanden oud en daarmee de jongste Britse deelnemer ooit aan de Olympische Spelen, deel aan de Olympische Winterspelen waar ze de achtste plaats behaalde. Bij haar tweede deelname aan de Winterspelen veroverde ze de zilveren medaille achter de Noorse Sonja Henie die dat jaar voor de derde keer olympisch kampioene werd.
Bij haar eerste deelname aan de Wereldkampioenschappen kunstschaatsen op het WK van 1932 behaalde ze ook de achtste plaats. Deze prestatie werd gevolgd door een vijfde plaats in 1933, ze werd tweede in 1935 en 1938 en in 1937 werd ze als tweede Britse vrouw, na Madge Syers-Cave in 1906 en 1907, wereldkampioene.
Bij de Europese Kampioenschappen nam ze zes keer plaats op het erepodium, tweede in 1933 en 1936, derde in 1935 en werd ze, als eerste Britse vrouw, kampioene van 1937-1939.
In 1932 nam ze ook voor de eerste keer deel aan de Nationale Kampioenschappen, ze werd tweede en behaalde hiermee de eerste van negen podiumplaatsen, in 1933 en 1934 werd ze ook tweede en van 1935-1938 (in 1937 vonden er twee kampioenschappen plaats die ze beide won) en in 1946 (na zes jaar zonder competitie vanwege de Tweede Wereldoorlog) nationaal kampioene.
In 1947 en 1948 won ze de Open Professional Championship.
In 1951 verhuisde ze naar de Verenigde Staten en werd trainster bij de schaatsclub van Boston, waar ze onder meer Ron Ludington (in 1959 bronzenmedaillewinnaar op het WK paarrijden) onder haar hoede had.

## Belangrijke resultaten
| Kampioenschap           | 1932   | 1933   | 1934   | 1935   | 1936   | 1937 | 1938   | 1939 |  | 1946 |
| ----------------------- | ------ | ------ | ------ | ------ | ------ | ---- | ------ | ---- |  | ---- |
| Olympische Spelen       | 8e     |        |        |        | Zilver |      |        |      |  |      |
| Wereldkampioenschap     | 8e     | 5e     |        | Zilver |        | Goud | Zilver |      |  |      |
| Europees Kampioenschap  |        | Zilver |        | Brons  | Zilver | Goud | Goud   | Goud |  |      |
| Nationaal Kampioenschap | Zilver | Zilver | Zilver | Goud   | Goud   | /    | Goud   |      |  | Goud |